# Nijvelse stadsbus
Het Nijvelse stadsbusnet wordt geëxploiteerd door de TEC, entiteit "Waals-Brabant". Het stadsbusnetwerk kent anno 2017 drie stadslijnen.

## Wagenpark
Het Nijvelse stadsnet wordt integraal door de stelplaats Baulers gereden. Veel bussen van deze stelplaats kunnen op het stadsnet ingezet worden, maar worden ook afwisselend ingezet op de streekdienst.

### Huidig wagenpark TEC
De volgende bussen doen anno 2017 dienst op de stadsnet van Nijvel.
| Serie              | Aantal | Fabrikant  | Type  | Opmerking |
| ------------------ | ------ | ---------- | ----- | --------- |
| 6.650, 6.652-6.659 | 9      | Renault VI | R312  |           |
| 6.680-6.692        | 13     | Irisbus    | Agora |           |
| 6.725-6.756        | 32     | Van Hool   | A330  |           |

### Voormalig wagenpark TEC
Deze volgende bussen deden anno 2017 dienst op de stadsnet van Aarlen en zijn momenteel buiten dienst.
| Serie                                | Aantal | Fabrikant | Type | Opmerking |
| ------------------------------------ | ------ | --------- | ---- | --------- |
| 6.610, 6.620-6630, 6.640-6649, 6.651 | 23     | Renault   | R312 |           |

## Huidige situatie
Anno 2017 zijn er drie stadslijnen. Hieronder een tabel met de huidige stadslijnen die overdag rijden.
| Lijn | Traject                             | Frequentie  | Voornaamste haltes                                                 |
| ---- | ----------------------------------- | ----------- | ------------------------------------------------------------------ |
| 16   | Nivelles - Zoning Sud               | 30’ (spits) | Gare, Artisanat, Commerce, Recherche, Vieille Cou                  |
| 76   | Nivelles - Portes de l’Europe       | 30’ - 90’   | Gare, Chaussée de Bruxelles, Petit Baulers, Allemagne, Joseph Luns |
| 77   | Shopping - Nivelles, Gare - Baulers | 60’         | Eglise, Place de l’Euros, Collège, Hôpital, Panier Vert            |